# Южноамериканская Формула-4
Южноамериканская Формула 4 — гоночная серия категории ФИА Формула-4. Проводится в Уругвае, Бразилии и Аргентине. 

## История
История Южноамериканской Формулы-4 начинается в 2013 году. В начале года в Уругвае возникла идея создания новой гоночной серии с болидами Signatech, построенными компаниями Signature и утверждёнными FIA. Этой идеей сразу же заинтересовались и поддержали министерство туризма и спорта Уругвая и автоспортивный клуб Уругвая.

## Регламент

### Болиды
В серии используются болиды Signatech с двигателями Fiat E-torq.

### Классификация
Система начисления очков в серии такая же, как в Формуле-1 и других сериях категории Формула-4: 25 очков за первое место, 18 за второе, 15 за третье и далее по схеме 12-10-8-6-4-2-1. Однако на последнем этапе чемпионата система начисления очков другая: 50 очков за первое место, 36 за второе, 30 за третье и далее по схеме 24-20-16-12-8-4-2. Также гонщикам начисляются бонусные баллы: по одному за поул-позицию и за лучший круг в гонке.

## Чемпионы
| Сезон | Чемпион        |
| ----- | -------------- |
| 2014  | Бруно Баптиста |
| 2015  | Педро Кардозо  |